# Vesterbros Torv
 Ikke at forveksle med Vesterbro Torv.
Vesterbros Torv er et trekantet torv, der ligger ved Vesterbrogade og Gasværksvej i København.
Torvet er anlagt 1850 og har fået sin trekantede form ved, at der inden anlægningen af torvet lå reberbaner, hvor torvet ligger i dag. Reberbanerne lå på række fra, hvor Gasværksvej ligger i dag til der, hvor Eskildsgade ligger nu, hvilket definerede den ene side af det trekantede torv. Vesterbrogade definerede den anden side af torvet, og bebyggelsen mellem Vesterbrogade og reberbanerne afgrænsede torvet på den tredje side.
De to bygninger, der ligger på hver side af Eliaskirken, stammer tilbage fra dengang, torvet blev anlagt.
På ejendommen nr. 55A er opsat en mindetavle over modstandsmanden Erik Koch Michelsen, der blev dræbt her i 1945.